# Formatge de pasta tova amb pell florida
El formatge de pasta tova amb pell florida (o escorça florida) és una gran família de formatges cremosos amb diferents tècniques de fabricació. El seu nom prové de les característiques reològiques de la pasta i del creixement de floridura a la superfície (anomenada escorça o pell) durant la seva maduració.
Els formatges de pasta tova són aquells on la massa no es premsa en un motlle, de curta maduració i que han patit com a mínim la fermentació làctica de la lactosa de la llet. Per definició, són tendres, humits, poc salats, cremosos i la majoria untuosos i, fins i tot, untables. Els d'escorça florida s'estoven de fora endins per les floridures externs. Poden ser de molts colors, del blanc al blavós segons el tipus de floridura, i amb sabors i aromes de suaus a forts, que van des del xampinyó fins al fètida, com l'afuega'l pitu asturià, el Serrat Gros, el Petit Nevat i Nevat o el montsec catalans, o el camembert i el brie francesos.
Dins d'aquesta classificació s'hi troben molts formatges tradicionals i innovacions industrials. No obstant això, tots tenen diverses característiques comunes en la seva elaboració. La coagulació sol ser predominantment làctica o mixta. Normalment, el quall s'utilitza en dosi mitjana (18 a 22 ml/100 litres de llet) i l'activitat de fermentació és moderada (quallada a pH 6,30-6,40), i la temperatura es manté entre 32 i 35 °C per afavorir ambdues accions. Tots els formatges de cabra amb aquestes característiques provenen d'una quallada làctica. Pel que fa als formatges de llet de vaca, la quallada làctica és més rara i aquest seria el cas del neufchâtel francès o del Gebrat d'obaga català.
Normalment, el drenatge del xerigot es realitza de forma lenta i està acompanyat per l'acidificació de la quallada (pH 4,6-4,7 al final del drenatge). Durant la coagulació, la cohesió de la quallada és moderada, i els formatges són en general de format mitjà, amb un contingut de matèria seca que varia entre 40 i 45%.
En el cas d'una quallada làctica dominant, la quallada no es pot tallar abans de l'emmotllament, i es fa amb un cullerot per mantenir la cohesió de la quallada i per mantenir el seu contingut d'humitat suficient. Per les quallades enzimàtiques, la quallada pot ser tallada pel formatger, i dèbilment remoguda i deslactosada abans de l'emmotllament per facilitar i accelerar el drenatge. En aquest cas, el formatge pot ser una mica més gran.
La sembra de fongs (sovint Penicillium camenberti o Penicillium candida) es fa quan s'addiciona el quall a la llet, o polvoritzant un cop emmotllat.
Tenen una humitat prou important (per sobre del 50%), i una massa tova, flexible i llisa, sovint de color marfil. El seu sabor equilibrat desprèn aromes de mantega, bolets i avellanes. El seu contingut de greix varia de 20 a 75%. La maduració dura de 2 a 6 setmanes i es fa de fora cap a dins, les condicions de maduració pot fomentar el desenvolupament de Penicillium i la relaxació de la massa.
Alguns exemples de formatges de pasta tova amb pell florida són el Serrat Gros, el Nevat i el Petit Nevat o el Gebrat d'obaga catalans, la tomme vaudoise de Vaud, Suïssa, el Weißer Prinz austríac, el brie, el camembert, el chaource, o el neufchâtel francesos, i el Bonchester escocès, entre molts d'altres.